# Larry Birkhead
Larry E. Birkhead (* 22. Januar 1973 in Louisville, Kentucky) ist ein US-amerikanischer Fotojournalist. Bekannt wurde er durch den Sorgerechtsstreit um die Tochter von Anna Nicole Smith. Birkhead wuchs in Louiseville auf, 1991 absolvierte er dort die Doss High School. Larry Birkhead hat einen Zwillingsbruder namens Louis Birkhead sowie zwei Schwestern.
Birkhead und Smith trafen sich erstmals im Mai 2004 auf der Barnstable Brown Gala, einer der größten Partys im Gefolge des Kentucky Derby, die auch viele Prominente anzieht.
Am 10. April 2007 gab ein Gericht auf den Bahamas bekannt, dass durch einen DNA-Test Larry Birkhead als Vater von Anna Nicole Smiths Tochter bestimmt worden sei.

## Vaterschaftsstreit
Mehrere Männer erhoben Anspruch auf die Vaterschaft, darunter Howard K. Stern, Mark Hatten, Frédéric von Anhalt und Smiths früherer Leibwächter Alexander Denk. Durch einen DNA-Test wurde schließlich Larry Birkheads Vaterschaft erwiesen. Smith selbst hatte stets angegeben, dass ihr Rechtsanwalt und Freund Howard K. Stern der Vater sei. Am Todestag von Anna Nicole Smith reichte Birkhead einen Antrag auf Zuerkennung des Sorgerechts des Kindes ein. Birkhead wurde von Smiths Mutter Virgie Arthur in seinen Bemühungen unterstützt, seine Vaterschaft zu beweisen. Nach der gerichtlichen Entscheidung wurde das Sorgerecht von Howard K. Stern auf Larry Birkhead übertragen.